# Ducati 1098
Ducati 1098 är en serie supersportmaskiner från den italienska motorcykeltillverkaren Ducati. Modellen är den senaste av Ducatis supersportmodeller och är en direkt efterföljare till Ducati 999 och de tidigare modeller 916, 996 och 998. 1098 finns i fyra utförande 1098, 1098S och 1098R med stigande exklusivitet och prislapp, samt den effektsvagare 848.
Motor är en vattenkyld V-motor med fyrventilstopplock på 1099 cm3 (1098 och 1098S), 1198 cm3 (1098R) eller 849 cm3. Ramen är som traditionellt på Ducatis maskiner en lätt rörram med fjädringkomponenter från Showa (848 och 1098) eller Öhlins (1098S och 1098R). Vikten ligger kring 170 kg och motoreffekten är 134 hk (848), 160 hk (1098/1098S) eller 180 hk (1098R).